# Lower River Division

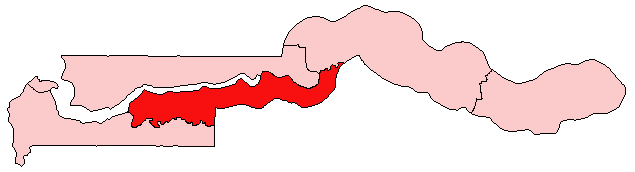
Poloha kraje

Lower River je kraj (division) v Gambii. Jeho hlavním městem je Mansa Konko.
Lower River je rozdělen na 6 distriktů:
- Jarra Central
- Jarra East
- Jarra West
- Kiang Central
- Kiang East
- Kiang West